# Artstetten-Pöbring
Artstetten-Pöbring – gmina targowa w Austrii, w kraju związkowym Dolna Austria, w powiecie Melk. Liczy 1 164 mieszkańców (1 stycznia 2014).

## Zabytki
- zamek Artstetten - pierwotnie zbudowany w XIII wieku, przebudowany w obecnym kształcie w 1889. Aktualnie mieści się tu muzeum poświęcone arcyksięciu Ferdynandowi (Erzherzog-Franz-Ferdinand-Museum), zamordowanemu wraz z żoną, Zofią Chotek, w zamachu w Sarajewie. Tu także w przypałacowym kościele św. Jakuba Starszego (St. Jakobus der Ältere) znajdują się ich sarkofagi. Zamek do dziś należy do spadkobierców Ferdynanda, rodziny Hohenbergów.